# Suédois
Cet article concerne la langue suédoise. Pour le peuple de Suède, voir Suédois (peuple). Pour les autres significations du mot « suédois », voir Suédois (homonymie).
Le suédois (svenska ) est une langue scandinave parlée par environ 10,4 millions de locuteurs, principalement en Suède et en Finlande, les deux pays dont il est langue officielle. Comme les autres langues scandinaves, il est issu du vieux norrois, la langue commune à tous les peuples germaniques de Scandinavie à l'époque des Vikings. Il reste aujourd'hui mutuellement intelligible avec le danois et le norvégien. La langue écrite et orale est standardisée, mais il subsiste des variantes régionales issues des anciens dialectes ruraux.
Comme la plupart des langues germaniques, le suédois est une langue V2 : le verbe apparaît en deuxième position dans les propositions principales. La morphologie présente un nombre réduit de flexions. Il existe deux genres (commun et neutre) et deux nombres (singulier et pluriel), mais pas de cas. Par défaut, l'article défini est un clitique postposé, mais il existe également des articles séparés. L'adjectif s'accorde avec le nom en genre et en nombre, mais aussi en fonction de son caractère défini ou non. Phonologiquement, le suédois présente un nombre important de voyelles, ainsi qu'une consonne distinctive, le sj, dont la réalisation phonétique exacte varie selon les dialectes et reste débattue.

## Classification
Le suédois est une langue indo-européenne qui appartient à la branche scandinave (ou germanique du nord) des langues germaniques. Au sein des langues scandinaves, le suédois constitue avec le danois une branche orientale qui s'oppose à la branche occidentale qui réunit le norvégien, le féroïen et l'islandais. Une autre classification des langues scandinaves, qui prend en compte l'influence importante du danois sur le norvégien au cours du dernier millénaire, distingue les langues insulaires (féroïen et islandais) des langues continentales (danois, norvégien et suédois).
L'intelligibilité mutuelle qui existe entre les trois langues continentales pourrait amener à les considérer comme de simples dialectes d'une langue scandinave unique, mais les siècles de rivalité entre le Danemark et la Suède, du XVIe au XVIIIe siècle, puis les nationalismes émergents du XIXe siècle ont œuvré contre le rapprochement de leurs langues, qui possèdent des traditions linguistiques (orthographe, dictionnaires, académies) distinctes. D'un point de vue linguistique, il vaut mieux décrire les langues scandinaves continentales comme un continuum linguistique, dans lequel certains dialectes frontaliers jouent le rôle d'intermédiaires entre les langues officielles standardisées.

## Histoire

### Vieux norrois
Le proto-norrois, langue germanique commune à toute la Scandinavie, évolue en vieux norrois au VIIIe siècle. Les évolutions ultérieures ne couvrent pas l'ensemble de l'espace scandinave, donnant naissance à une série de dialectes orientaux au Danemark et en Suède, distincts des dialectes occidentaux parlés en Norvège et en Islande. Ces dialectes sont attestés par des textes écrits en futhark récent, un système de 16 runes développé à partir du vieux futhark utilisé pour transcrire le proto-norrois.
Les dialectes danois commencent à s'éloigner de leurs équivalents suédois vers 1200. Les innovations danoises se propagent de manière inégale, donnant naissance à une série d'isoglosses s'étendant de l'île de Seeland jusqu'au Norrland et au nord-ouest de la Finlande.

### Vieux suédois

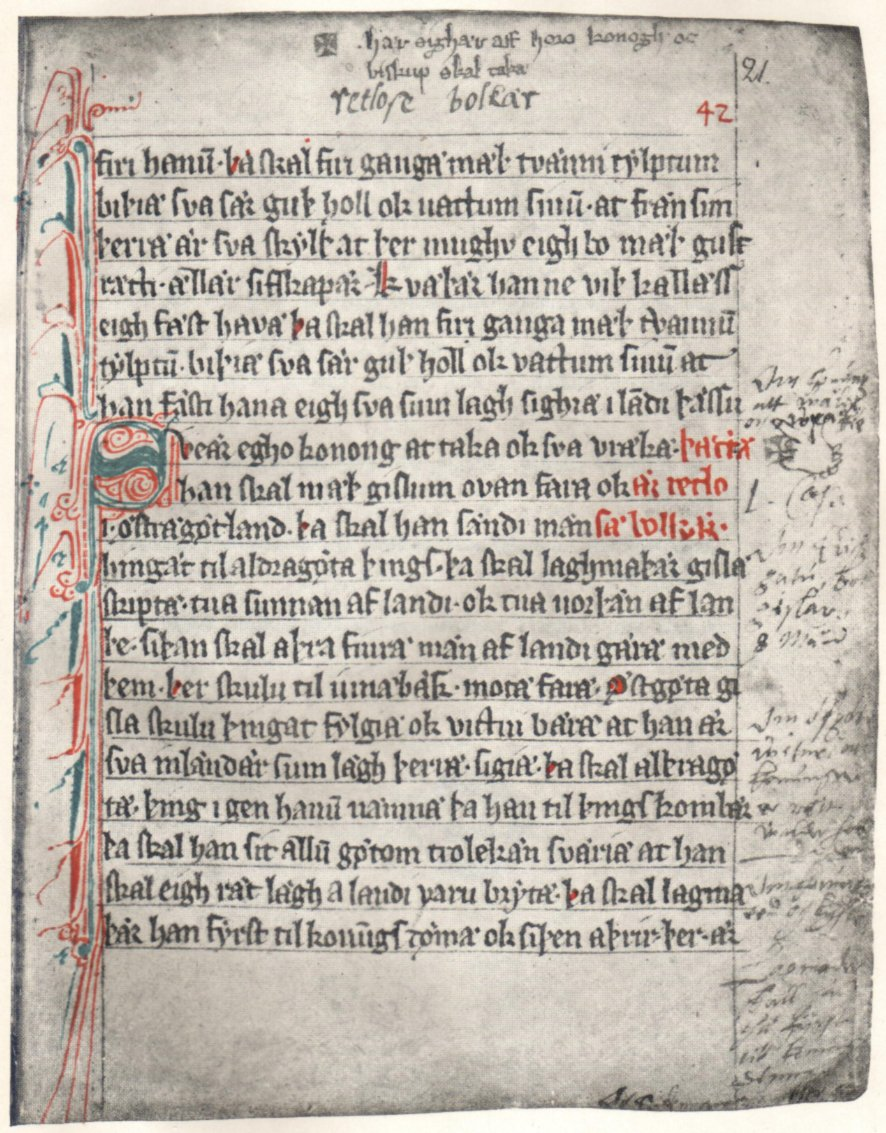
Une page de la Västgötalagen, code de lois de la fin du XIIIe siècle qui constitue l'un des plus anciens textes suédois en alphabet latin.

Au XIIe siècle, les dialectes parlés dans ce qu'on appelle aujourd'hui la Suède et le Danemark ont commencé à se distinguer l'un de l'autre, puis se séparèrent au XIIIe siècle pour former les dialectes du vieux suédois et du vieux danois. Une des différences cruciales est phonologique : en vieux danois (à la différence du vieux suédois), les diphtongues primaires æi, au et øy ont été monophtongués en e et (pour les deux derniers), ø.
On donne le nom de vieux suédois à la langue suédoise parlée au Moyen Âge à partir de 1225. Parmi les documents les plus importants datant de cette période, on trouve le plus ancien code pénal régional (Västgötalagen, le code pénal du Gotland occidental), conservé par fragments remontant à 1250. La principale influence qu'a subie le suédois à cette époque vint de l'établissement de l'Église catholique, et de ses différents ordres monastiques, qui introduisirent de nombreux mots d'emprunts au latin et au grec. La syntaxe particulièrement complexe du latin influença la langue écrite. Avec l'essor que connut la Hanse, et qui fit d'elle une grande puissance économique, politique et militaire entre la fin du XIIIe siècle et le début du XIVe, le bas allemand exerça une influence profonde sur le suédois et le danois. Cette influence fut telle que plusieurs villes suédoises comptèrent des ressortissants germanophones au sein de leurs commerces et de leurs administrations. En plus d'un grand nombre de mots d'emprunt relevant du vocabulaire de la guerre, du commerce, de l'artisanat et de la bureaucratie, ce sont même des expressions fondamentales, telles que des préfixes ou des suffixes, ou des conjonctions qui ont été directement empruntés à l'allemand. Be-, ge- et för- que l'on trouve au début de mots suédois viennent le plus souvent des préfixes be-, ge- et vor-. L'ancien mot désignant une ouverture dans un mur - vindöga (cf. danois contemporain vindue) - fut remplacé par le mot fönster (allemand Fenster). Le mot eldhus devint kök (cuisine, allemand Küche), gälda devint betala (payer, allemand bezahlen), tunga devint språk (langue, allemand Sprache), et le mot begynna (commencer, allemand beginnen) apparut, aux côtés de son synonyme börja. De nombreux mots relevant du vocabulaire maritime furent également empruntés au néerlandais.
Le changement du suédois sous l'influence du bas-allemand fut facilité par le fait que le suédois était déjà, du fait de ses origines, une langue proche de l'allemand. Le bas-allemand partageait ainsi un grand nombre de mots avec les dialectes scandinaves. Par exemple, borgare (châtelain) est un emprunt au haut allemand, alors que borg (château) est scandinave, riddare (cavalier) est un emprunt au bas-allemand, mais rida (monter à cheval) est scandinave, köpman est un emprunt au bas-allemand, alors que köpa (acheter) et man (homme) appartiennent au fonds ancien de la langue (et la situation est la même pour förbjuda, för, et bjuda). Les emprunts au bas-allemand sont ainsi tout à fait différents de ceux qui seront empruntés plus tard à des langues bien plus étrangères.
Le suédois tel qu'il était parlé au début du Moyen Âge était bien différent de la langue contemporaine. Les différences les plus évidentes sont peut-être d'ordre grammatical : les cas et les genres formaient un système plus complexe. Les substantifs, adjectifs, pronoms et certains numéraux se déclinaient à quatre cas, qui comprenaient, en plus du nominatif et du génitif qui existent encore aujourd'hui, un datif et un accusatif. Le système des genres rappelle plus celui du suédois contemporain. La plupart des noms masculins et féminins se sont réunis en un seul genre, qu'on appelle en grammaire suédoise utrum (auparavant : reale). La conjugaison était elle aussi beaucoup plus complexe, comprenant indicatif et subjonctif, le verbe variant en nombre et en personne. Vers le XVIe siècle, la grammaire de la langue quotidienne et de la littérature profane s'était extrêmement simplifiée, et ressembla beaucoup au suédois d'aujourd'hui. Les anciennes déclinaisons s'employèrent encore cependant dans la prose solennelle jusqu'au XVIIe siècle, et subsistent encore aujourd'hui dans certains dialectes.
L'utilisation des ligatures (comme æ) en Scandinavie diffère de celle qui avait cours dans la Romania. Les suites de lettres aa et oe étaient souvent écrites avec l'une des lettres se trouvant au-dessus de l'autre. Ceci contribua à former par la suite les lettres å, ä et ö.
Il est difficile de dater exactement le moment où des dialectes comme celui d'Älvdalen ou le gutnisk de Gotland ont commencé à se séparer du suédois standard. On peut cependant dire que le gutnisk a divergé du suédois bien avant que celui-ci se distingue du danois.

### Suédois moderne (nysvenska)

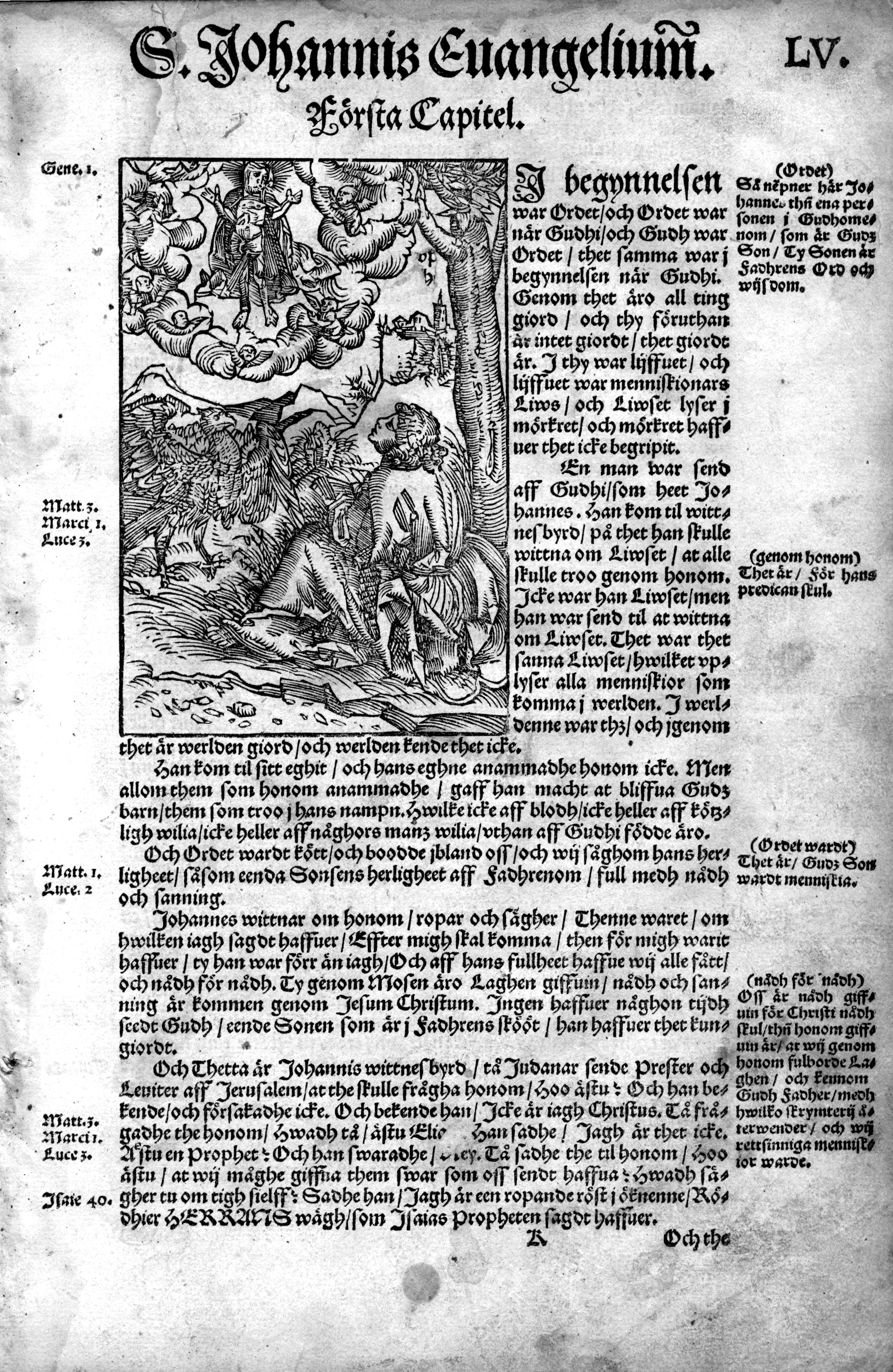
Première page de l'évangile selon Jean dans la, éditée en 1541.

L'état de la langue appelé suédois moderne (nysvenska) commence son histoire avec l'introduction de l'imprimerie et la Réforme protestante. Après sa prise de pouvoir et son élection comme roi, Gustav Vasa commanda une traduction suédoise de la Bible, subissant ainsi une forte influence du chef religieux protestant Martin Luther. Une version du Nouveau Testament parut en 1526, et fut suivie d'une traduction complète de la Bible en 1541, qu'on appelle souvent la Bible de Gustav Vasa (Gustav Vasas bibel). Cette traduction fut considérée comme si réussie qu'elle fut — après plusieurs révisions — la plus utilisée jusqu'en 1917. Les personnes à l'origine de cette traduction étaient Laurentius Andræ et les frères Laurentius et Olaus Petri. La plupart des traducteurs venaient de la Suède centrale (Mellansverige), région dont les dialectes influencèrent donc profondément la langue employée.
La Bible de Gustav Vasa fut considérée comme un bon compromis entre des usages de la langue anciens et nouveaux. Même si l'usage qu'elle fait de la langue n'est pas totalement conforme à la langue parlée de son époque, cet usage n'avait rien d'extrêmement conservateur. Avec elle, un grand pas était franchi vers une graphie plus aboutie de la langue suédoise : elle imposa par exemple l'usage des graphèmes å, ä et ö, l'usage de ck à la place de kk après les voyelles brèves, ainsi que la graphie originelle de och (la conjonction et). Les traducteurs étaient censés produire une langue compréhensible par elle-même : pour ce faire, ils évitèrent aussi bien les emprunts au danois et à l'allemand que des constructions syntaxiques trop lourdes calquées sur le latin. Le texte obtenu fut écrit dans une langue respectant la tradition suédoise, et qui permit l'essor du suédois moderne.
Même si la bible de Gustav Vasa marqua fortement les graphies employées et conduisit à une stabilisation de la langue, au XVIe siècle les graphies redevinrent plus aléatoires. Les discussions sur l'orthographe à proprement parler n'eurent pas lieu avant le XVIIe siècle, après l'écriture des premières grammaires du suédois. Une loi ecclésiastique de 1686 fut lourde de conséquences pour l'aptitude des gens du peuple à lire et écrire le suédois. Elle donna aux prêtres la responsabilité de vérifier si les gens du peuple connaissaient les passages importants de la Bible et du petit catéchisme de Luther. C'est ainsi que l'alphabétisation connut dès cette époque un essor important en Suède. En Swensk Orde-Skötsel, écrit en 1680 par Samuel Columbus, recommanda l'utilisation du suédois, et d'utiliser une langue écrite semblable à la langue orale. Dans la deuxième moitié du XVIIe siècle, les rois Charles XI et Charles XII de Suède ordonnèrent aux prêtres et aux diplomates de faire la promotion du suédois, au détriment des autres langues ainsi que des mots étrangers.
Au XVIIe siècle, le français était la langue couramment utilisée dans les familles royales d'Europe et au sein de la noblesse. Le français, par l'intermédiaire des Lumières et de l'intérêt que l'on pouvait alors avoir pour la culture, fut la source de nombreux emprunts au XVIIIe siècle : c'est à cette époque qu'ont été empruntés des mots comme möbel (< meuble), balkong (< balcon), garderob (< garde-robe), salong (< salon), parfym (< parfum), mustasch (< moustache), kastrull (< casserole), balett(<ballet) et pjäs (<pièce, uniquement au sens dramatique). C'est également à cette époque que se forma une classe moyenne cultivée et lisant le journal, permettant le développement d'une langue journalistique. Une langue scientifique apparut également, conséquence du succès de plusieurs scientifiques suédois tels que Carl von Linné et Anders Celsius. Au XVIIIe siècle parut le Code juridique du royaume de Suède (Sweriges rikes lag), dans une langue moderne. C'est à cette époque qu'apparurent également de nombreuses grammaires et recommandations qui modernisèrent la langue écrite. L'Académie suédoise fut fondée en 1786 : son but était de promouvoir « la pureté, la vigueur et la grandeur » de la langue suédoise. Au cours du XIXe siècle apparurent les vocabulaires de l'industrie, des voyages et du sport. De nombreux mots furent alors importés de l'anglais : räls, lokomotiv, station (gare), jobb, strejk, bojkott, turist, sport et rekord.
Des controverses sur les différentes graphies coururent tout au long du XIXe siècle, et ne prirent fin qu'au début du XXe siècle pour former une norme assez globalement acceptée. Par exemple, l'emploi des majuscules n'était pas standardisé, et suivait en grande partie les propensions individuelles des usagers, sur lesquels l'allemand (langue dans laquelle, encore aujourd'hui, les noms communs s'écrivent avec une majuscule) avait beaucoup d'influence. Parmi les événements du XIXe siècle les plus lourds de conséquences pour la langue, on peut mentionner le traité de Carl Gustaf Leopold sur l'orthographe, introduit dans les écoles populaires en 1842, et la liste de mots de l'Académie suédoise de 1874.
Parmi les changements de prononciation qui eurent lieu à cette époque, on compte l'assimilation progressive de groupes consonantiques en /ʃ/ (ou en /ɦ/ dans les dialectes du Sud), et la perte de sonorité des consonnes /g/ et /dʒ/ devant des voyelles d'avant.

### Suédois contemporain (nusvenska)

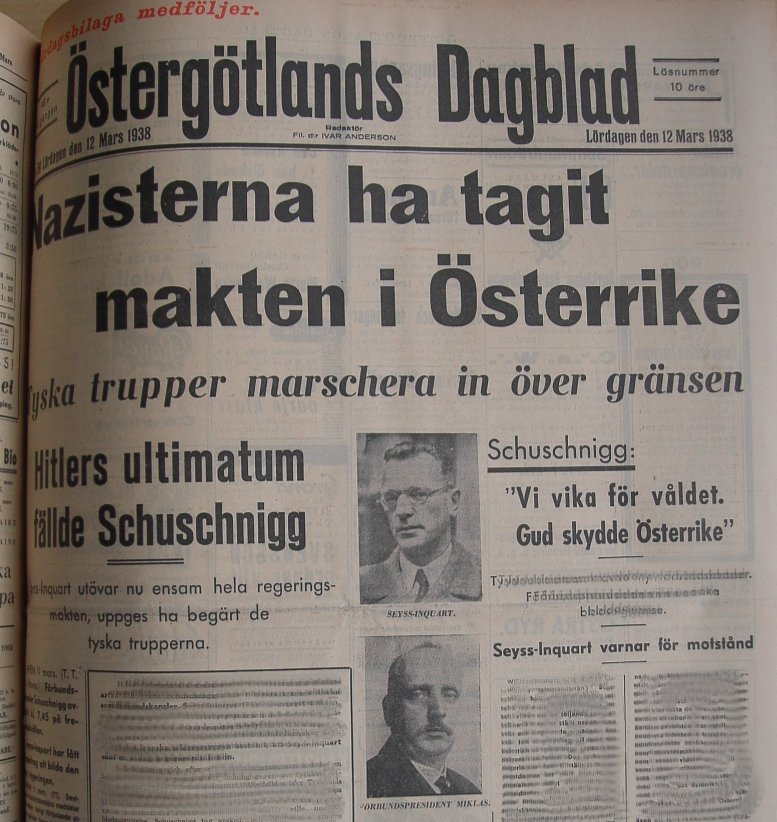
Cette une du ' de 1938 illustre l'une des évolutions récentes de la langue suédoise : la disparition des formes verbales plurielles (ha, marschera), tombées en désuétude dans les années 1950.

On donne le nom de suédois contemporain (nusvenska) à l'état que la langue connaît aujourd'hui, et depuis environ 1900. Avec l'industrialisation et l'urbanisation de la Suède — déjà en bonne voie dès les années 1890 — ce sont de nouvelles catégories de personnes qui commencent à faire leur entrée dans la littérature suédoise. De nombreux auteurs nouveaux, hommes politiques et autres personnages publics exerçaient une profonde influence sur la langue nationale qui se développait. Si on cherche un point de départ précis, on peut poser l'année 1879 (celle de La Chambre rouge), et la percée d'August Strindberg (1849-1912), un des auteurs les plus influents.
Une réforme de l'orthographe, lancée par le ministre des Affaires religieuses Fridtjuv Berg en 1906, fit une démarcation nette avec ce qu'on appellera par la suite l'ancienne orthographe : haf devint hav (radical du verbe avoir ou bien nom mer), rödt devint rött (adjectif rouge accordé au genre neutre), etc. La règle orthographique — pas si ancienne qu'on pourrait le croire — qui fait la différence entre les participes passés et les supins (huset är måladt, jag har målat : la maison est peinte, j'ai peint), fait partie des quelques-unes qui manquent encore à cette époque. La disparition de la graphie hv, par exemple en tête des mots interrogatifs hvem (qui), hvar (où), ont été pointées du doigt par beaucoup, parce qu'elle éloignait le suédois du danois et du norvégien.
C'est pendant le XXe siècle qu'une langue nationale commune, standardisée, vint à la portée de la grande majorité des Suédois. L'orthographe était définitivement standardisée et presque entièrement unifiée depuis la réforme de 1906. À l'exception des formes plurielles des verbes (comme vi komma, nous venons, alors que la graphie moderne est vi kommer) et de quelques différences ponctuelles dans l'ordre des mots, en particulier dans la langue écrite (par exemple l'inversion Och beslutade styrelsen att…, où le sujet styrelsen passe après le verbe beslutade lorsque la proposition commence par une conjonction de coordination comme och), la langue était globalement identique au suédois parlé aujourd'hui. Dans la conjugaison des verbes, les désinences du pluriel furent de moins en moins utilisées et disparurent en 1950, lorsque les dernières recommandations officielles à propos de leur usage furent supprimées.
Le changement le plus visible consista en un raccourcissement des usages du suédois formel, pour aller vers le plus facile à lire et à prononcer. Les exemples les plus patents sont le raccourcissement d'un petit nombre de verbes très courants : tager devint tar (conjugaison au présent de prendre), ikläda sig devint klä sig i (s'habiller). Skall (auxiliaire dénotant le futur) semble revenir, mais il est encore écrit en général sous sa forme abrégée ska. Au cours des années 1970 et 1980 apparurent des formes comme sen au lieu de sedan (adverbe ensuite), nån au lieu de någon (pronom quelqu'un, ou déterminant quelque), dom au lieu de de ou dem (pronom personnel de troisième personne du pluriel), dej au lieu de dig (cas objet du pronom personnel de deuxième personne du singulier). Ce mouvement semble s'être arrêté depuis. Des conjonctions comme ehuru, därest et ity ont cédé place à leurs homologues issus de la langue orale : fast, om et därför. Depuis les années 1970, le développement (et la fabrication) d'un suédois d'usage courant, compréhensible, à l'oral, a formé un des combats les plus essentiels concernant cette langue.
Un changement important dans la réalité sociale de la langue intervint dans les années 1960 avec ce qu'on a appelé la réforme du tutoiement (du-reformen). On considérait auparavant que le mieux était de s'adresser aux personnes d'un rang social comparable au sien ou plus élevé en utilisant un titre et un nom de famille. L'usage de herr (monsieur), fru (madame) et fröken (mademoiselle) était en général restreint à la conversation avec des personnes dont la profession, les titres académiques ou le rang militaire n'était pas connu de leur interlocuteur. On se posait parfois la question de savoir s'il fallait s'adresser à son interlocuteur à la troisième personne. Pour résoudre ce problème, des expressions comme Vad får det lov att vara? ou Tas det socker i kaffet? (utilisation de la forme passive : Du sucre est-il pris dans le café ?) étaient utilisées. Au début du XXe siècle, beaucoup essayèrent de remplacer ce système complexe de titres par le pronom vous, à l'image de ce qui était fait en français ou en allemand. Vous (ni) fut cependant bientôt ressenti comme une variante un peu moins arrogante de tu (du, ou de la troisième personne) pour s'adresser à des personnes de rang social inférieur, dépourvues de titre. Avec la libéralisation et un virage à gauche de la société suédoise pendant la seconde moitié du XXe siècle, ces différences de classes devinrent moins pertinentes et du (tu) devint le pronom d'adresse habituel, même dans les occasions les plus formelles et officielles. Ce qu'on appelle le nouveau vouvoiement (« det nya niandet ») chez les vendeurs de magasins et autres emplois de services reste un phénomène marginal.

## Répartition géographique

### En Suède
Le suédois est la langue principale de la grande majorité de 8 millions de personnes nées en Suède. Il constitue également la langue seconde d'environ 1 million d'immigrants.
Le suédois est officiellement la « principale langue » (huvudspråk) de Suède. Omniprésente dans les institutions et l'éducation, elle ne bénéficie cependant d'aucun statut officiel jusqu'en 2009. En 2005, une proposition de loi visant à en faire la langue officielle du pays est présentée au Parlement, mais elle est rejetée par 147 voix contre 145. Une seconde proposition, plus développée et renforçant également le statut des langues minoritaires, est soumise par un comité d'experts en mars 2008. Elle est votée par le Parlement et entre en vigueur le 1er juin 2009.

### En Finlande
Le suédois est l'une des deux langues nationales de la Finlande, avec le finnois. Les seize communes de l'archipel d'Åland sont exclusivement suédophones, ainsi que trois autres communes du pays, dont Korsnäs, qui possède le taux le plus élevé de locuteurs natifs suédophones (98 %).
En 2012, environ 290 000 Finlandais (5,3 % de la population) ont le suédois comme langue maternelle. Jusqu’à ces dernières années[Quand ?], le taux de suédophones en Finlande avait diminué de façon continue pendant 400 ans. Aujourd'hui, le taux semble s'être stabilisé. En 2008, 46,8 % des Finlandais déclaraient savoir parler suédois en seconde langue.

### Ailleurs
Une minorité suédophone, arrivée au XIIIe siècle, réside toujours en Estonie : les Suédois d'Estonie parlant le suédois de Noarootsi. Aux États-Unis, au Canada et Argentine, pays où vivent plusieurs millions de descendants de Suédois, la langue suédoise n'est quasiment plus parlée, mais elle reste enseignée en de nombreuses universités, et on retrouve l'origine des descendants de Suédois le plus souvent par les noms de familles, et la religion luthérienne. À Saint-Barthélemy, quelques personnes savent encore le parler, et travaillent dans le secteur du tourisme[réf. nécessaire]. Le suédois reste une langue culturelle du patrimoine. Quelques plaques de rues sont bilingues français/suédois.

## Organes régulateurs
Le Conseil de la langue suédoise est l'organisme officiel responsable de la normalisation du suédois, mais il n'essaye pas de surveiller la langue aussi fortement que, par exemple, l'Académie française. Plusieurs organisations et agences exigent néanmoins que les règles données dans la publication du conseil Svenska Skrivregler soient suivies dans toutes communications officielles. Effectivement, le conseil est considéré comme l'organe régissant de la normalisation orthographique. Parmi les organisations qui font partie du conseil, l'Académie suédoise est considérée comme la plus importante.
Autrefois, de 1526 à 1917, les traductions suédoises de la Bible dictaient la norme, mais la traduction officielle de 1917 n'a pas rattrapé l'évolution de la langue. À sa place, ce sont les règles orthographiques appliquées par l'agence de presse TT, instituée en 1922, qui sont depuis lors reconnues comme fixant la langue standard.

## Dialectes
Les dialectes du suédois sont traditionnellement divisés en six groupes :
- ceux du Norrland (Norrländska mål) ;
- ceux du Svealand (Sveamål) ;
- ceux du Götaland (Götamål)
- ceux de l'île de Gotland (Gotländska mål) ;
- ceux du sud du pays (Sydsvenska mål) ;
- ceux de Finlande et d'Estonie (Östsvenska mål).

## Écriture

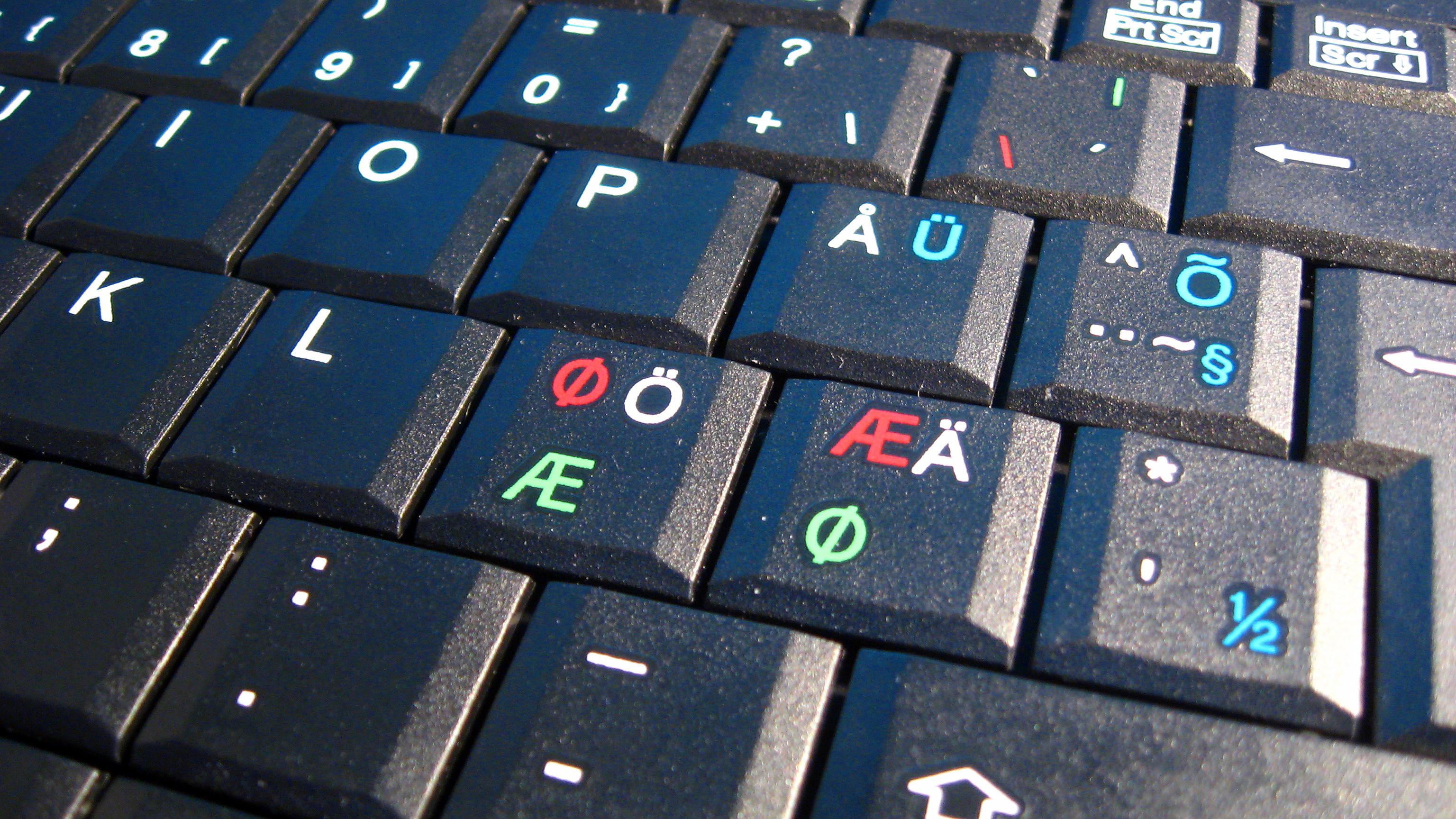
Un clavier d'ordinateur avec les touches, et. Il permet également d'écrire les caractères propres au danois et au norvégien.

Le suédois utilise un alphabet de 29 lettres. Il comprend les 26 lettres de base de l'alphabet latin et trois lettres supplémentaires : le Å (« A rond en chef »), le Ä (« A tréma ») et le Ö (« O tréma »), qui se prononcent généralement /o(ː)/, /ɛ(ː)/ et /œ(ː)/. Ces trois graphèmes ne sont pas considérés comme des variantes diacritées de A et O, mais comme des lettres à part entière, qui figurent après la lettre Z dans l'ordre alphabétique. Elles ont été créées au XVIe siècle et correspondent respectivement à un O écrit au-dessus d'un A, un E au-dessus d'un A et un E au-dessus d'un O.
Ces lettres correspondent respectivement au Å, Æ et Ø danois (des mots communs aux deux langues s'écriront par contre avec les caractères de la langue considérée, comme Malmö qui s'écrit Malmø en danois). Les touches des claviers sont généralement coordonnées (la touche Ä fera un Æ avec Ctrl ou inversement).
Les lettres accentuées sont rares en suédois. Le É sert parfois à indiquer la position de l'accent tonique, en particulier lorsqu'il existe un homophone où l'accent tombe ailleurs : ainsi idé « idée » se distingue-t-il de ide « tanière ». Il figure également dans quelques noms propres. L'accent aigu apparaît sur d'autres lettres dans des emprunts ou des noms propres. Le À est utilisé pour indiquer un coût unitaire, à la manière de l'arobase @ en anglais.

## Phonologie
Les dialectes suédois comptent 17 ou 18 voyelles, la moitié brèves et l'autre moitié longues. La majorité des voyelles longues vont de pair avec une brève qui partage leur qualité, mais un peu plus ouverte et centrale.

Trapèze vocalique du suédois central standard.

Il existe 18 consonnes, dont deux (/ɧ/ et /r/) présentent d'importantes variations en fonction du dialecte et du statut social du locuteur. De nombreux dialectes présentent des rétroflexes lorsqu'un /r/ est suivi d'une dentale. Les dialectes des anciennes provinces danoises sont caractérisés par un /r/ uvulaire, à la française, qui empêche l'apparition des rétroflexes.
|            | Bilabiales | Bilabiales | Labio-dentales | Labio-dentales | Dentales | Dentales | Rétroflexe / Alvéolaire | Rétroflexe / Alvéolaire | Palatales | Palatales | Vélaires | Vélaires | Glottale | Glottale |
| ---------- | ---------- | ---------- | -------------- | -------------- | -------- | -------- | ----------------------- | ----------------------- | --------- | --------- | -------- | -------- | -------- | -------- |
| Nasales    |            | m          |                |                |          | n        |                         |                         |           |           |          | ŋ        |          |          |
| Occlusives | p          | b          |                |                | t        | d        |                         |                         |           |           | k        | g        |          |          |
| Spirantes  |            | b          |                | v              |          | d        |                         | r                       |           | j         |          | g        | h        |          |
| Fricatives |            |            | f              | v              | s        |          | ɕ                       | r                       | ɧ         | j         |          |          |          |          |
| Roulée     |            |            |                |                |          |          |                         | r                       |           |           |          |          |          |          |
| Latérale   |            |            |                |                |          | l        |                         |                         |           |           |          |          |          |          |

Le suédois est une langue à accent de hauteur. Il distingue deux tons : un accent « aigu » (ou accent 1) et un accent « grave » (ou accent 2). La prosodie constitue l'une des différences les plus marquées entre dialectes.

## Grammaire

### Le nom
Les noms peuvent être de deux genres : commun (utrum) ou neutre (neutrum). Les noms communs représentent environ 80 % de l'ensemble de cette catégorie. Ils se distinguent par leurs articles : en correspond au genre commun et ett au neutre. L'article indéfini s'utilise comme en français, mais ce n'est pas le cas de l'article défini, qui est postposé et enclitique, c’est-à-dire qu'il est soudé à la fin du nom.
|          | Commun             | Neutre                 |
| -------- | ------------------ | ---------------------- |
| Indéfini | en dag « un jour » | ett barn « un enfant » |
| Défini   | dagen « le jour »  | barnet « l'enfant »    |

Il existe six terminaisons possibles pour le pluriel des noms : -or, -ar, -er, -r, -n et rien. Ces pluriels correspondent à la forme indéfinie du nom. Pour la forme définie, il faut ajouter un article postposé enclitique, qui peut être -na (après un pluriel se terminant par -r), -a (après un pluriel en -n) ou -n (après un pluriel non marqué).
|          | Commun                | Neutre                 |
| -------- | --------------------- | ---------------------- |
| Indéfini | dagar « des jours »   | barn « des enfants »   |
| Défini   | dagarna « les jours » | barnen « les enfants » |

### L'adjectif
L'adjectif s'accorde en genre et en nombre avec le nom qu'il modifie. Il existe deux déclinaisons de l'adjectif : la déclinaison définie ne peut être utilisée que lorsque l'adjectif est en position d'épithète, alors que la déclinaison indéfinie peut apparaître en position d'épithète ou d'attribut.
|          |          | Singulier                                                                   | Pluriel                                                                                 |
| -------- | -------- | --------------------------------------------------------------------------- | --------------------------------------------------------------------------------------- |
| Épithète | Indéfini | en ung flicka « une jeune fille » ett ungt barn « un jeune enfant »         | unga flickor « des jeunes filles » unga barn « de jeunes enfants »                      |
| Épithète | Défini   | den unga flickan « la jeune fille » det unga barnet « le jeune enfant »     | de unga flickorna « les jeunes filles » de unga barnen « les jeunes enfants »           |
| Attribut | Attribut | flickan är ung « la fille est jeune » barnet är ungt « l'enfant est jeune » | flickorna är unga « les filles sont jeunes » barnen är unga « les enfants sont jeunes » |

La déclinaison définie pratique la double détermination du nom, avec l'utilisation de den / det / de en plus de l'article postposé enclitique.

### Le verbe
Comme dans les autres langues germaniques, il existe des verbes faibles et des verbes forts. Les premiers forment leur prétérit et leur participe passé par l'ajout d'un suffixe comprenant une voyelle dentale (t ou d), alors que les seconds le forment en altérant la voyelle de leur radical. Bien que les verbes forts ne représentent que 8 % de l'ensemble des verbes suédois, ils constituent une part importante des verbes les plus couramment employés.
Au présent comme au prétérit, il n'y a pas d'accord en nombre et en personne : le paradigme entier ne comprend qu'une seule forme. Le participe passé se décline comme en français et s'utilise comme un adjectif. Le supin, forme distincte du participe passé (il est souvent, mais pas toujours, identique au participe passé neutre), est utilisé pour former les temps composés avec l'auxiliaire ha « avoir ».
Il existe trois façons de former le passif :
- -s, plutôt utilisé à l'écrit, est courant dans les instructions ou les ordres ;
- bli + participe passé insiste sur le caractère transitoire de l'action ;
- vara + participe passé insiste sur le résultat de l'action[11].

Le subjonctif n'est quasiment plus employé. Il ne subsiste guère que dans des expressions figées comme Leve kungen! « Vive le roi ! ». L'impératif est identique au radical du verbe. Le participe présent est invariable et formé à l'aide du suffixe -ande ou -ende ; il est assez peu utilisé.

## Lexique

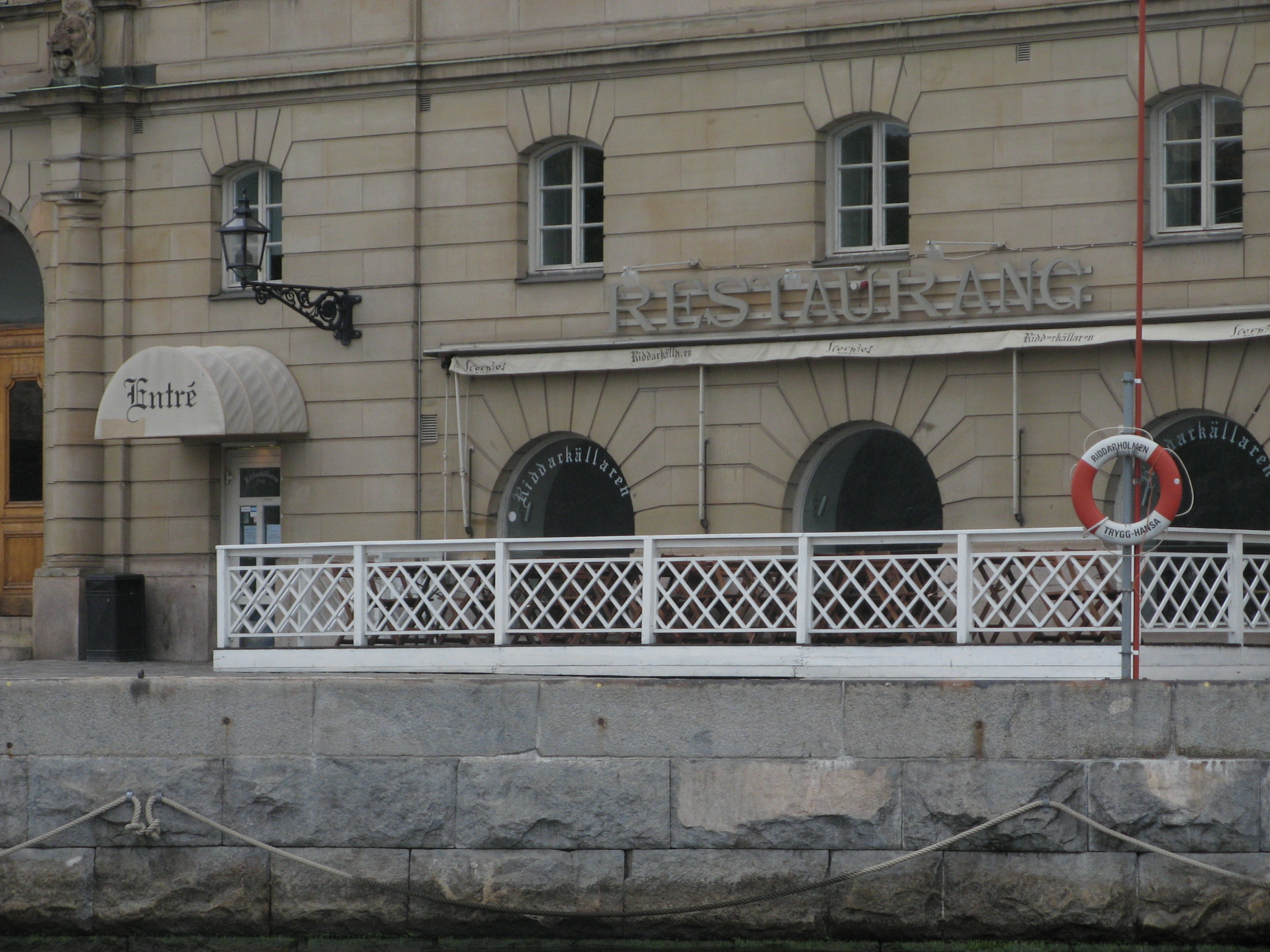
La façade de ce restaurant de Stockholm présente deux emprunts au français : entré et restaurang.

La majeure partie du vocabulaire suédois est d'origine germanique, en distinguant le fonds germanique natif des emprunts ultérieurs aux autres langues germaniques, principalement l'allemand, le moyen bas allemand (lingua franca dans la zone hanséatique au Moyen Âge) et l'anglais dans une moindre mesure. Certains emprunts sont des calques du terme original, comme bomull « coton », de l'allemand Baumwolle.
Les emprunts au français remontent pour la plupart aux XVIIe et XVIIIe siècles. Ils ont généralement trait aux domaines de la culture, du théâtre et de la restauration. Leur orthographe est adaptée à la phonologie du suédois : fåtölj « fauteuil », parfym « parfum », toalett « toilette ».
La plupart des termes des domaines religieux et scientifique sont d'origine grecque ou latine, le plus souvent empruntés par l'intermédiaire du français, ou, plus récemment, de l'anglais. Le suédois de Finlande a parfois des termes propres proches des mots finnois correspondant, particulièrement dans le vocabulaire juridique et administratif.
Comme dans les autres langues germaniques, de nouveaux mots peuvent être formés par composition. Le déterminé se trouve toujours à la fin du mot composé, après les déterminants. À l'image de ce qui se passe en allemand et en néerlandais, ces mots composés peuvent devenir très longs : par exemple, produktionsstyrningssystemsprogramvaruuppdatering signifie « mise à jour (uppdatering) du logiciel (programvaru) du système (system) de contrôle (styrning) de la production (produktion) ». Cependant, il est rare de trouver des mots d'une telle longueur ailleurs qu'à l'écrit, dans des textes de nature technique.
La dérivation lexicale permet également de construire de nouveaux mots à partir de mots existants. Il est possible de former des verbes à partir de substantifs en leur ajoutant la terminaison -a, comme bila « voyager en voiture » à partir de bil, « voiture ». L'opération inverse est également productive, comme dans le cas de tänk, « concept, manière de penser », à partir de tänka « penser ».

## Dictionnaires
- Norstedts lilla franska ordbok, Norstedts, 1999,  (ISBN 91-7227-367-4) (français-suédois et suédois-français, 70 000 mots et phrases)
- Thekla Hammar, Norstedts svensk-fransk ordbok, Norstedts, 1993,  (ISBN 91-1-925312-5) (suédois-français, 106 000 mots et phrases)
- Birgitta Wahlman et Eugène-Pierre Davoust, Franska ordboken, Esselte studium, 1989,  (ISBN 91-24-33690-4) (français-suédois et suédois-français, 81 000 mots et phrases)